# Capasa mixticolor
Capasa mixticolor là một loài bướm đêm trong họ Geometridae.